# (19951) 1982 UW2
1982 يو دابليو 2 (ويعرف أيضًا باسم (19951) 1982 يو دابليو 2 وفق تسمية الكوكب الصغير) (بالإنجليزية: 1982 UW2)‏ هو كويكب ضمن حزام الكويكبات؛ وترتيبه 19951 من حيث الاكتشاف.
اكتُشف هذا الجُرم الفلكي بواسطة Gregory Scott Aldering ‏ في 20 أكتوبر 1982.

## وصلات خارجية
- (19951) 1982 UW2 في قاعدة بيانات مختبر الدفع النفاث لأجرام النظام الشمسي الصغيرة

- الاكتشاف · مخطط المدار ·  العناصر المدارية · المعلمات المادية

- (19951) 1982 UW2 على موقع ويكي سكاي: DSS2, SDSS, GALEX, IRAS, Hydrogen α, X-Ray, Astrophoto, Sky Map, Articles and images